# Daiki Kaneko
Daiki Kaneko (金子 大毅 Kaneko Daiki?), född 28 augusti 1998 i Tokyo prefektur, är en japansk fotbollsspelare.
Kaneko började sin karriär 2018 i Shonan Bellmare. Med Shonan Bellmare vann han japanska ligacupen 2018.